# Нефёдовский сельсовет (Волоколамский район)
Нефёдовский сельсовет — упразднённая административно-территориальная единица, существовавшая на территории Московской губернии и Московской области до 1954 года.
Нефёдовский сельсовет был образован в первые годы советской власти. В 1921 году он числился в составе Калеевской волости Волоколамского уезда Московской губернии
В 1927 году из Нефёдовского с/с был выделен Еремеевский с/с.
По данным 1926 года в состав сельсовета входили 3 населённых пункта — Нефёдово, Березниково, Борисково, Еремеево, Митино и Морозово.
В 1929 году Нефёдовский с/с был отнесён к Волоколамскому району Московского округа Московской области. При этом к Нефёдовскому с/с был присоединён Еремеевский с/с.
14 июня 1954 года Нефёдовский сельсовет был упразднён. При этом его территория была передана в Шестаковский с/с.